# Plantago subulata
Plantago subulata là một loài thực vật có hoa trong họ Mã đề. Loài này được L. miêu tả khoa học đầu tiên năm 1753.